# Diaporthe putator
Diaporthe putator är en svampart som beskrevs av Nitschke 1870. Diaporthe putator ingår i släktet Diaporthe och familjen Diaporthaceae.   Inga underarter finns listade i Catalogue of Life.